# Marmagne (Saône-et-Loire)
Marmagne település Franciaországban, Saône-et-Loire megyében. Lakosainak száma 1276 fő (2022. január 1.). Marmagne Autun, Antully, Broye, Le Creusot, Montcenis, Saint-Sernin-du-Bois és Saint-Symphorien-de-Marmagne községekkel határos.

## Népesség
A település népességének változása:
| Lakosok száma | 1237 | 1240 | 1276 | 1242 | 1241 | 1243 | 1256 | 1266 | 1276 |
|               | 2013 | 2015 | 2016 | 2017 | 2018 | 2019 | 2020 | 2021 | 2022 |